# Manilkara pubicarpa
Manilkara pubicarpa är en tvåhjärtbladig växtart som beskrevs av Joseph Vincent Monachino. Manilkara pubicarpa ingår i släktet Manilkara och familjen Sapotaceae. IUCN kategoriserar arten globalt som sårbar.
Artens utbredningsområde är Guyana. Inga underarter finns listade i Catalogue of Life.